# NWA 4734
NWA 4734 (Northwest Africa 4734) は、月に起源をもつ隕石、月隕石の1つである。

## 概要
NWA 4734は、2001年にモロッコで発見されたエイコンドライトの石質隕石である。見つかっている破片の総質量は1372gである。

## 組成
NWA 4734には、隕石が地球に衝突する高温高圧で石英の結晶構造が変化した多形であるクリストバル石 (Cristobalite) 、コース石 (Coesite) 、スティショフ石 (Stishovite) 、ザイフェルト石 (en:Seifertite) を含んでいる。このうちザイフェルト石は、自然界で発見されている最も高圧の二酸化ケイ素の相であり、78GPaという、地球では地下1700kmのマントルに相当する超高圧で生成される。ザイフェルト石はNWA 4734の他は、いずれも火星隕石であるシャーゴッティ隕石（この隕石から発見）とZagami隕石でしか発見されていない。
また、隕石が地球に衝突した際に発生した熱で長石が溶けた後固化したガラス質の組織であるMaskelyniteを含んでいる。

## 名称
NWAとは、"Northwest Africa"の略称であり、アフリカ北西のことを指す。サハラ砂漠では、隕石が非常に多数発見されているため、NWAの後に登録番号を入れた物を、隕石の正式な名称として登録している。